# Malta (Illinois)
Malta es una villa ubicada en el condado de DeKalb en el estado estadounidense de Illinois. En el Censo de 2010 tenía una población de 1164 habitantes y una densidad poblacional de 739,18 personas por km².

## Geografía
Malta se encuentra ubicada en las coordenadas 41°55′46″N 88°51′58″O / 41.92944, -88.86611. Según la Oficina del Censo de los Estados Unidos, Malta tiene una superficie total de 1.57 km², de la cual 1.49 km² corresponden a tierra firme y (5.59%) 0.09 km² es agua.

## Demografía
Según el censo de 2010, había 1164 personas residiendo en Malta. La densidad de población era de 739,18 hab./km². De los 1164 habitantes, Malta estaba compuesto por el 96.74% blancos, el 0.17% eran afroamericanos, el 0.09% eran amerindios, el 0.43% eran asiáticos, el 0% eran isleños del Pacífico, el 0.6% eran de otras razas y el 1.98% pertenecían a dos o más razas. Del total de la población el 5.67% eran hispanos o latinos de cualquier raza.